# 谱相关密度
谱相关密度 (spectral correlation density , SCD)，有时也称为循环谱密度(cyclic spectral density)或频谱相关函数(spectral correlation function)，是描述时间序列的所有频移版本对的交叉频谱密度的函数。谱相关密度仅适用于周期平稳过程，或称为循环平稳过程，普通平稳过程不具备谱相关性。 谱相关被广泛用于信号检测和信号分类。  谱相关密度与每个双线性时频分布密切相关，但不被认为是 Cohen 类分布。

## 定义
时间序列的循环自相关函数{\textstyle x(t)}计算如下：{\displaystyle R_{x}^{\alpha }(\tau )=\int _{-\infty }^{\infty }x\left(t-{\frac {\tau }{2}}\right)x^{*}\left(t+{\frac {\tau }{2}}\right)e^{-i2\pi \alpha t}\,dt}其中 (*) 表示复数的共轭。根据Wiener-Khinchin 定理[有疑问，需讨论]，谱相关密度为：{\displaystyle S_{x}^{\alpha }(f)=\int _{-\infty }^{\infty }R_{x}^{\alpha }(\tau )e^{-i2\pi f\tau }\,d\tau }

## 估计方法
对数字信号而言，SCD 可按任意频率和时间分辨率进行估计。由于直接计算SCD具有较高的计算复杂性，为满足信号实时分析的需求，有几类较为有效的信号谱相关估计方法被提出。
目前常用的算法是 FFT 累加法 (FFT Accumulation Method, FAM) 和带状谱相关法 (Strip-Spectral Correlation Algorithm)， 近日，又有一种新的快速频谱相关 (fast-spectral-correlation, FSC) 算法被提出 。

### FFT累加法（FAM）
在本节中，我们将介绍实际在计算机上估计SCD的方法。如使用MATLAB或Python中的NumPy库，以下步骤的实现将相当简单。
FFT累加法 (FAM) 是一种计算 SCD 的数字方法。它的输入是一组 IQ 样本矩阵，输出是复值图像（或者说是一复值矩阵），即目标 SCD。FAM输入的信号、或说是 IQ 样本矩阵 {\displaystyle x}，应为复值张量的形式，或者是尺寸为{\displaystyle (N,)}的多维数组的形式 ，其中数组中的每个元素都是一个 IQ 样本点。
FAM的第一步，是将所输入信号{\displaystyle x}分为多个相互重叠且长度为{\displaystyle N'}的数据帧，并将其组合成矩阵形式，记为{\displaystyle X}。
{\displaystyle X={\begin{bmatrix}x[0:N']\\x[L:L+N']\\x[2L:2L+N']\\x[3L:3L+N']\\.\\.\\.\end{bmatrix}},}
其中，{\displaystyle L}两数据帧间起始位置相距的长度。为实现重叠，应有{\displaystyle L<N'} 。{\displaystyle X}是形状为{\displaystyle (P,N')} 的张量， {\displaystyle P}取决于{\displaystyle x}能够容纳多少帧 。
随后，将一形状为{\displaystyle (N',)}的窗函数{\displaystyle a(N')} ，应用于{\displaystyle X}的每一行 （如汉明窗等），得到{\displaystyle X'}。
{\displaystyle X'={\begin{bmatrix}a(N')\\a(N')\\a(N')\\.\\.\\.\\\end{bmatrix}}\otimes X,}
其中{\displaystyle \otimes }是逐元素乘法，也就是将矩阵中的每个元素分别与对应位置的窗函数相乘。接下来，要对中的每一行进行 FFT ，得到{\displaystyle W}。
{\displaystyle W={\begin{bmatrix}FFT(X[0,:])\\FFT(X[1,:])\\FFT(X[2,:])\\.\\.\\.\\\end{bmatrix}}.}
{\displaystyle W}就是通常称为瀑布图或频谱图的矩阵。 FAM 的下一步是校正FFT后数据帧的相位延迟。
{\displaystyle W'={\begin{bmatrix}W[0,:]\\e^{j\omega L}\otimes W[1,:]\\e^{j\omega 2L}\otimes W[2,:]\\e^{j\omega 3L}\otimes W[3,:]\\.\\.\\.\\\end{bmatrix}},}
其中{\displaystyle \omega }对应于 FFT 结果中的每个数字频率，是形状为{\displaystyle (N',)}张量。
{\displaystyle \omega ={\bigg [}-\pi ,...,\pi -{\frac {2\pi }{N'}}{\bigg ]}.}
随后，通过求经 FFT 后结果的自相关，得到形状为{\displaystyle (P,N',N')}张量{\displaystyle S} 。
{\displaystyle S[i,j,k]=W'[i,j]W'[i,k]^{*},}
其中{\displaystyle ^{*}}表示复共轭。换言之，若记{\displaystyle W_{i}=W'[i,:]}是{\displaystyle (1,N')} 的矩阵，{\displaystyle S}可改写为
{\displaystyle S[i,:,:]=W_{i}^{H}W_{i},}
其中 H 表示矩阵的Hermitian （共轭转置）矩阵。接下来的一步，是将 {\displaystyle S} 沿着第一维分别进行 FFT。
{\displaystyle S'[:,i,j]=FFT(S[:,i,j]).}
{\displaystyle S'}是一个包含完整 SCD 信息的三维张量，但我们的目标是构建形状为{\displaystyle (PN',N')}的二维张量，即矩阵或着图像的形式，张量的两个维度分别对应特定频率{\displaystyle f}和循环频率{\displaystyle \alpha }。{\displaystyle S'}中所有{\displaystyle \alpha }的值可以通过张量{\displaystyle A}的到，而所有的频率值{\displaystyle f}则记录在张量{\displaystyle F}中。这里的 {\displaystyle f\in [-.5,+.5)}和{\displaystyle \alpha \in [-1,+1)}是归一化频率。
{\displaystyle F[i,j,k]={\frac {j+k}{2N'}}-.5.}
{\displaystyle A[i,j,k]={\frac {j-k}{N'}}+{\bigg (}i-{\frac {P}{2}}{\bigg )}\Delta \alpha .}
上式中，{\displaystyle \Delta \alpha =1/N} 。至此，SCD 可以退化为一个二位的图像或矩阵{\displaystyle s}，{\displaystyle S'}中的{\displaystyle (f,\alpha )}对都可以赋为0，有效值可以通过{\displaystyle A}和{\displaystyle F}获取 。

### 跳过第二次 FFT 直接估计 SCD
完整计算一次 SCD 具有相当大的复杂度，复杂度的主要来源是第二轮 FFT。幸运的是，从{\displaystyle S'}估计{\displaystyle s'} SCD 的计算公式为
{\displaystyle s'={\frac {1}{P}}\sum _{i=0}^{P-1}S'[i,:,:].}
为了更小的计算复杂度，我们可以通过下式，直接从{\displaystyle S}计算{\displaystyle s'}，因为在 FFT 前或后计算FFT中所有数值的均值是等效的。
{\displaystyle s'={\frac {1}{P}}\sum _{i=0}^{P-1}S[i,:,:],}
需要注意的是，{\displaystyle s'}将看起来像真正 SCD 的 {\displaystyle s} 旋转45 度的版本 。